# Giorgio Gorla
Pour les articles homonymes, voir Gorla.
Giorgio Gorla est un skipper italien né le 7 août 1944 à Orta San Giulio.

## Carrière
Giorgio Gorla obtient une médaille de bronze olympique de voile en classe Star aux Jeux olympiques d'été de 1980 de Moscou et lors des Jeux olympiques d'été de 1984 à Los Angeles.